# بوغیلی
بوغیلی (به قزاقی: Bugyly) یک کوه در قزاقستان است که در استان قراغندی واقع شده‌است. بوغیلی ۱٬۱۸۴ متر بالاتر از سطح دریا واقع شده‌است.